# Vincent Lorant-Heilbronn
Pour les articles homonymes, voir Lorant et Heilbronn.
Vincent Lorant-Heilbronn né à Bruxelles le 13 mars 1874 et mort à Bois-Colombes le 28 février 1933 est un peintre, illustrateur, affichiste, décorateur et réalisateur français.

## Biographie
Fils de la soprano d'origine néerlandaise Jeannette Heilbronn (1842-1912) et de Vincent Marie Lorant (1842-1928), élève affectionné de Georges-Antoine Rochegrosse (1859-1938) et de Louis Hista, il expose au Salon des artistes français à partir de 1895 sous le seul nom de « Lorant », des suites d'impressions décoratives. Il expose ensuite des peintures dans ce même salon jusqu'en 1913, adoptant le nom de son père et de sa mère, et obtenant une mention honorable en 1904.
Il cosigne avec le lithographe V. Guillet l'affiche de l'opéra Messaline - Casino de Monte Carlo, en 1898.
Il peint en 1900 deux grands panneaux peints dans le restaurant l'Hippodrome de M. Heitz à Paris au 1-3, rue Caulaincourt, à la demande de l'architecte Édouard-Jean Niermans (1859-1928), et la décoration de la petite salle.
Il épouse le 1er aout 1903, à la mairie de Paris 11e, Lucy Clémentine Sudry (1876-1963).
Il commence sa carrière de décorateur pour la toute nouvelle industrie du cinéma en 1902 avec Pathé Frères, et de réalisateur la même année en mettant en scène Fernand Rivers, tout en continuant à répondre à de nombreuses commandes d'affiches : Aéroplane captif Maxim (Liège, 1905) ; Cycles La Française ; L'Hiver à Pau ; Protecteur Néron ; Hôtel Negresco ; Orezza Carte Blanche Source Piane ; Salies de Béarn ; Affiches Gaillard…
Le 2 septembre 1912, sa mère meurt dans un accident de voiture à Chatou. Elle était la belle sœur du baryton Max Bouvet, et avait trois autres enfants, dont une fille mariée au directeur des usines Pathé Frères.
Il fonde l'Atelier Lorant-Heilbronn, rue Chefson, à Bois-Colombes et reste très actif dans les années 1920 comme décorateur et illustrateur.

## Œuvre

### Peintures
- Scène mythologique, 1900, deux panneaux peints, dont une scène de paysage hivernal, restaurant l'Hippodrome rue Caulaincourt à Paris, œuvre disparue.
- Panneaux décoratifs, vers 1910, casino municipal de Nice, à la demande de l'architecte Édouard-Jean Niermans, en compagnie du peintre Paul Gervais.

### Affiches

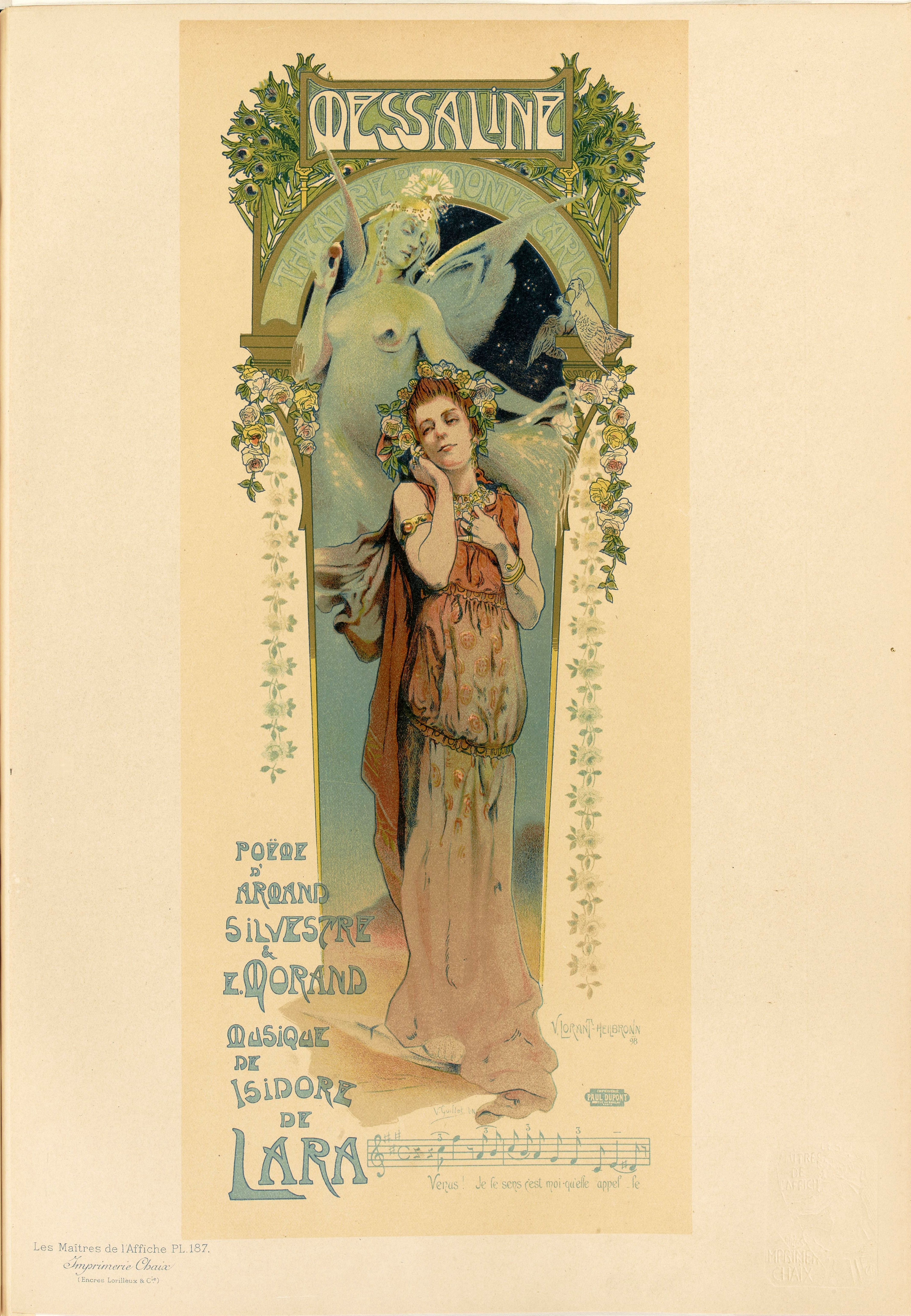
Messaline (1898), affiche.

- Vers 1895, Le Capitaine Corcora, théâtre du Châtelet, 160 × 235 cm.
- 1898, Messaline, 202 × 83 cm.
- 1900, P.O. et Midi Salines de Béarn, la santé par le sel, 120 × 81 cm.
- 1900, Gaité-Rochechouart. Ya du pétard. Revue.
- 1900, Sourire d'Avril, parfum nouveau, Viville, 24 avenue de l'Opéra.
- Vers 1900,  L'hiver à Pau, Inauguration du Palais Beaumont, 117,5 × 75 cm.
- 1903, Sire de Vergy, 80 × 60,5 cm.
- Vers 1904, Protecteur Néron, 108 × 150 cm.
- 1904, Joseph vendu par ses frères, 155 × 117 cm.
- 1905, Aéroplanes Captifs Maxim, exposition de Liège, 120 × 80 cm.
- 1908, Beatrix Cenci, 160 × 120 cm.
- 1908, Le Vendéen, 160 × 117 cm.
- 1908, Riquet à la Houppe, 156 × 110 cm.
- 1908, Le Château hanté, 156 × 111 cm.
- 1908, Cauchemar et Doux Rêve, film de Segundo de Chomón.
- 1908, La Tunisie en cinématographe, 160 × 115 cm.
- 1909, La mort du duc d'Enghein, 116 × 154 cm.
- 1910, Pathé film Lorenzaccio, Film d'Arte Italiana, 157 × 116 cm.
- 1911, Le Siège de Calais, 160 × 120 cm.
- 1911, Tarquin le superbe[9].
- 1913, Le Rachat de l'honneur[10].

### Illustrations d'ouvrages
- Jean Lorrain, Le Vice errant, illustration de couverture, éd. Paul Ollendorff, 1902 (texte en ligne sur Gallica).
- Jérôme Doucet, Princesses de Jade et de Jadis, illustrations d'après ses aquarelles, Société d'édition d'art Le Livre et l'Estampe, 350 exemplaires, vers 1903.
- Science, Arts, Nature, couverture de revue, Masson, 1905.
- Louis Finot, Indo-Chine pittoresque et monumentale. Ruines d'Angkor, Cambodge, illustrations d'après ses aquarelles, 1909.

## Filmographie

### Réalisateur
Courts métrages :
- 1902 : Série « Plouf » avec Fernand Rivers.
- 1904 : Christophe Colomb.
- 1904 : Roman d'amour.
- 1904 : Joseph vendu par ses frères.
- 1904 : La Fée printemps.
- 1904 : Peau d'âne.
- 1904 : Le Règne de Louis XIV.
- 1905 : Le Petit Poucet.
- 1906 : La Tentation de saint Antoine.

### Décorateur
- 1901 : L'Enfant prodigue.
- 1902 : La Fée Printemps.
- 1903 : Guillaume Tell.
- 1903 : Épopée napoléonienne - Napoléon Bonaparte de Lucien Nonguet.
- 1905 : La Saint-Barthélemy
- 1907 : Vie et Passion de notre seigneur Jésus-Christ.
- 1907 : Ali Baba et les Quarante Voleurs.
- 1908 : La Belle au bois dormant
- 1908 : Excursion dans la lune.

## Collections publiques
- Bibliothèque nationale de France : près de 40 affiches lithographiées
- Casino municipal de Nice.